# Zurna

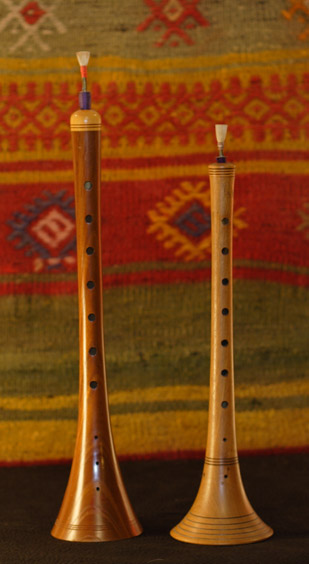
Zurna turque à gauche, syrienne à droite.

La zurna, zourna, zorna, zurla, zokra, surnay, surnai, zamr, zamour, ghayta (en turc : zurna, en arabe : الغايتة, alghaita ; en berbère : zukra ; en arménien : Զուռնա, en géorgien : ზურნა, zourna;  en macédonien : зурла, zurla), est un instrument à vent à anche double de la grande famille des hautbois dont les origines sont anatoliennes. Elle tire son nom du persan زورنه (zur : fête, corne ou force et ney : roseau). 
La zurna s'est répandue dans toutes les contrées sous domination musulmane, notamment en Turquie, en Azerbaïdjan, en Arménie, en Géorgie, en Iran, au Maroc, en Algérie, en Grèce (aussi pipiza et karamouza) et dans les Balkans. Bien des variantes existent par ailleurs en Extrême-Orient (comme la suona en Chine), en Asie centrale et du Sud-Est et en Inde.
La zurna est fabriquée en bois de mûrier, de buis ou d'abricotier. La perce est cylindrique pour la partie supérieure, conique pour le pavillon et rappelle son ancêtre, la corne. Elle a huit trous (dont un pour le pouce et un d'accord). Un petit tuyau de bois fendu est inséré dans le conduit principal afin de guider l'air et afin d'en obturer certains trous éventuellement. L’anche double amovible en roseau plié est fixée à un support de métal, qui lui-même est fixé sur une rondelle protectrice en bronze. 
Elle existe en trois tailles différentes de 22 à 60 cm qui sont parfois jouées simultanément selon les pays. Bien souvent le corps de l'instrument est décoré d'appliques en métal et autres pendeloques.

## Jeu

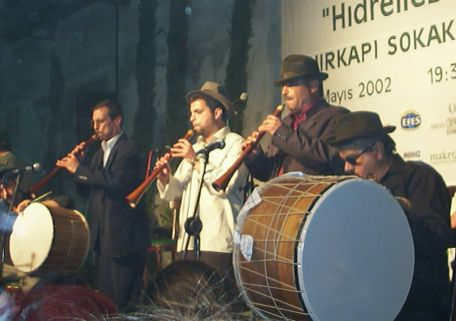
Zurnas et davuls joués par des Tsiganes.

La zurna se joue debout, souvent avec la technique du souffle continu. Elle a un registre d'une octave et demie, et l'accord est diatonique ; la justesse du jeu, d’autant plus problématique que la musique orientale utilise des quarts de ton, dépend beaucoup de la compétence du musicien. Celui-ci doit adapter constamment la hauteur des sons en faisant varier la pression du souffle et des lèvres sur les anches.
Elle est utilisée dans la musique populaire, traditionnellement en duo avec le tambour davul, daouli ou toupan, et généralement jouée en plein air durant les fêtes, les luttes et les mariages au Proche-Orient et en Afrique du Nord. 
Cependant, l’avènement de l’amplification lui a permis d’être associée à d’autres instruments de bien moindre puissance tel le saz, comme dans le groupe Trakya All Stars du percussionniste turc Burhan Öçal.

## Style musical
En Algérie, c'est aussi le nom d'un style musical de l'Algérois inspiré par un chant militaire ottoman. Popularisé par Boualem Titiche, ce style musical est joué pendant le ramadan, l'aid el-fitr, et aid el-adha, et pendant les mariages. Ce style connaît un syncrétisme avec le chaabi algérien.